# CR400
중국고속철도 CR400형(중국어: CR400型电力动车组) 또는 중국 표준형 고속철도(중국어: 中国标准动车组 中國標準動車組, Zhōngguó Biāozhǔn Dòngchē Zǔ[*]) 또는 푸싱하오(중국어: 复兴号 復興號, Fùxīng Hào[*])는 중화인민공화국 철도부에서 운영하는 고속열차로 중화인민공화국의 중국고속철도를 제조한 CRRC 칭다오 시팡, CRRC 창춘 시팡,
CRRC 탕산에서 개발한 고속철도 차량으로 2016년부터 도입했다.
CR400AF의 경우 블루/레드 돌핀(영어: Blue/Red Dolphin)의 명칭과 CR400BF의 경우 골든 피닉스(영어: Golden Phoenix)란 명칭을 부른다. 2012년에 최초로 개발하기 시작해 2014년 6월부터 생산하기 시작했다. 2015년 6월 30일에 초도기형 편성이 도입하기 시작했다.

## 개요

### 중화인민공화국 표준 고속철도의 개발
2012년에, 창춘 철도 차량 (현, CRRC 창춘 시팡), 중화인민공화국 철도부의 정책에 따라 중국 표준 고속철도를 최초로 개발하기 시작했다. 2013년 12월, CRRC 창춘은 중국 표준 고속철도의 기술을 개발을 끝냈고, 2014년 9월에 설계를 완료했다. 2015년 6월에 시범 차량이 제작되었다.

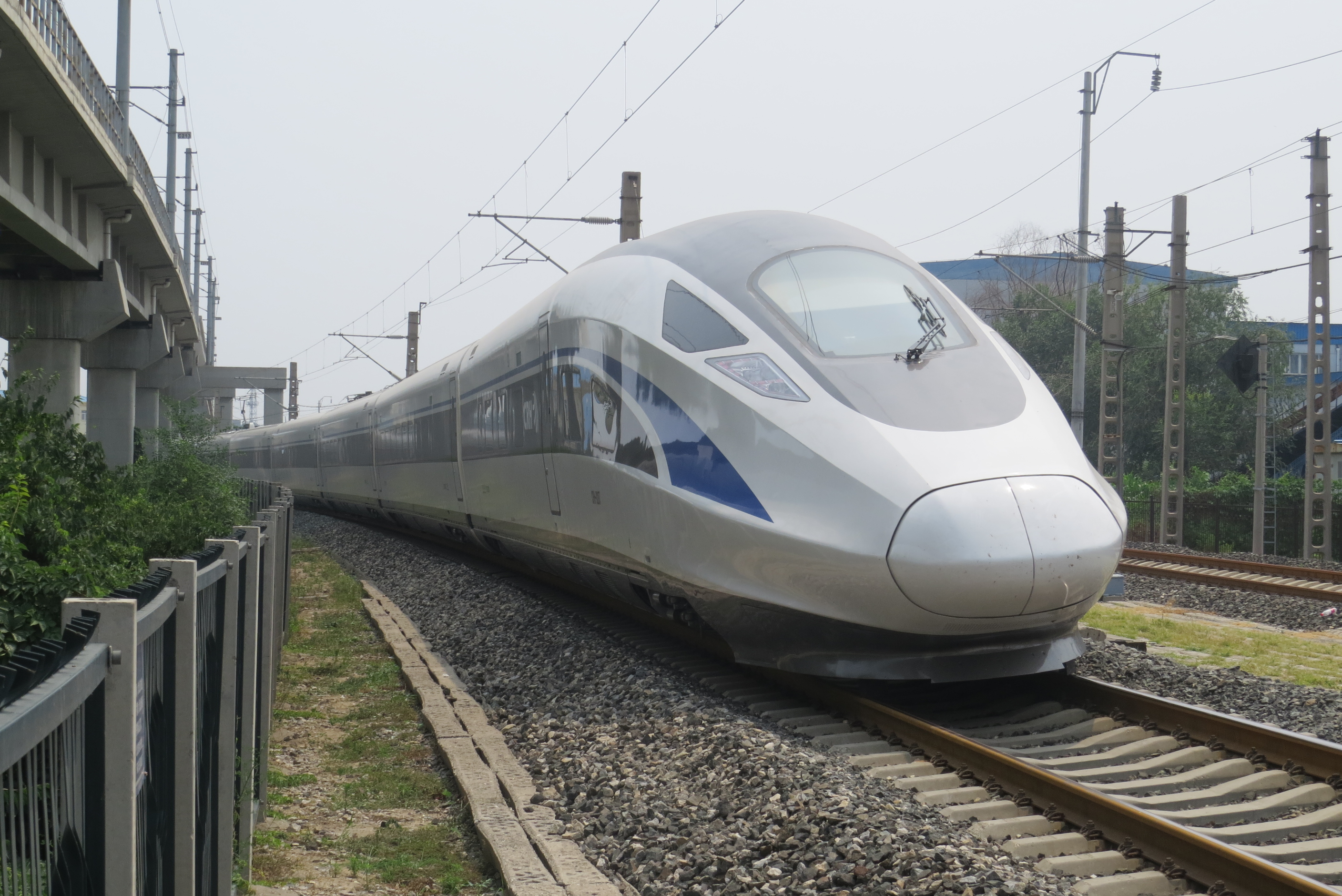
CRH-0207 시범 차량

### 시범 운행
중국 표준 고속철도 연구 및 개발에 따른 60만 킬로미터에 도달하기 위해 시범 운행을 시작했다. 시범 운행에 이후에 베이징에 위치한 중국 철도 학원에서 시범 운행을 시작했고 최고 영업 속도 160km/h를 달성했다.
2015년 11월에, 다시 철로 구간 시범 운행에서 영업 최고 속도 385km/h를 달성했다. 중국 표준 고속철도는 교량, 터널 및 경사면 및 선회를 포함한 까다로운 조건에서 시범 운행을 했다.
2016년 7월 15일, 정쉬 고속철도 구간 시범 운행에서 최고 영업 속도 420km/h를 달성했다.

### 상용 운행
2016년 8월 15일, 중국 표준 고속철도는 하다 고속철도 구간을 최초로 운행하기 시작했다. 당시 열차번호는 G8041호로 다롄 북역에서 선양 역까지 운행했다.
2016년부터 2017년까지, 철도 생산을 위해 라이센스를 획득했다.
2017년 2월 25일에 징광 고속철도 노선에 투입하기 시작했다.

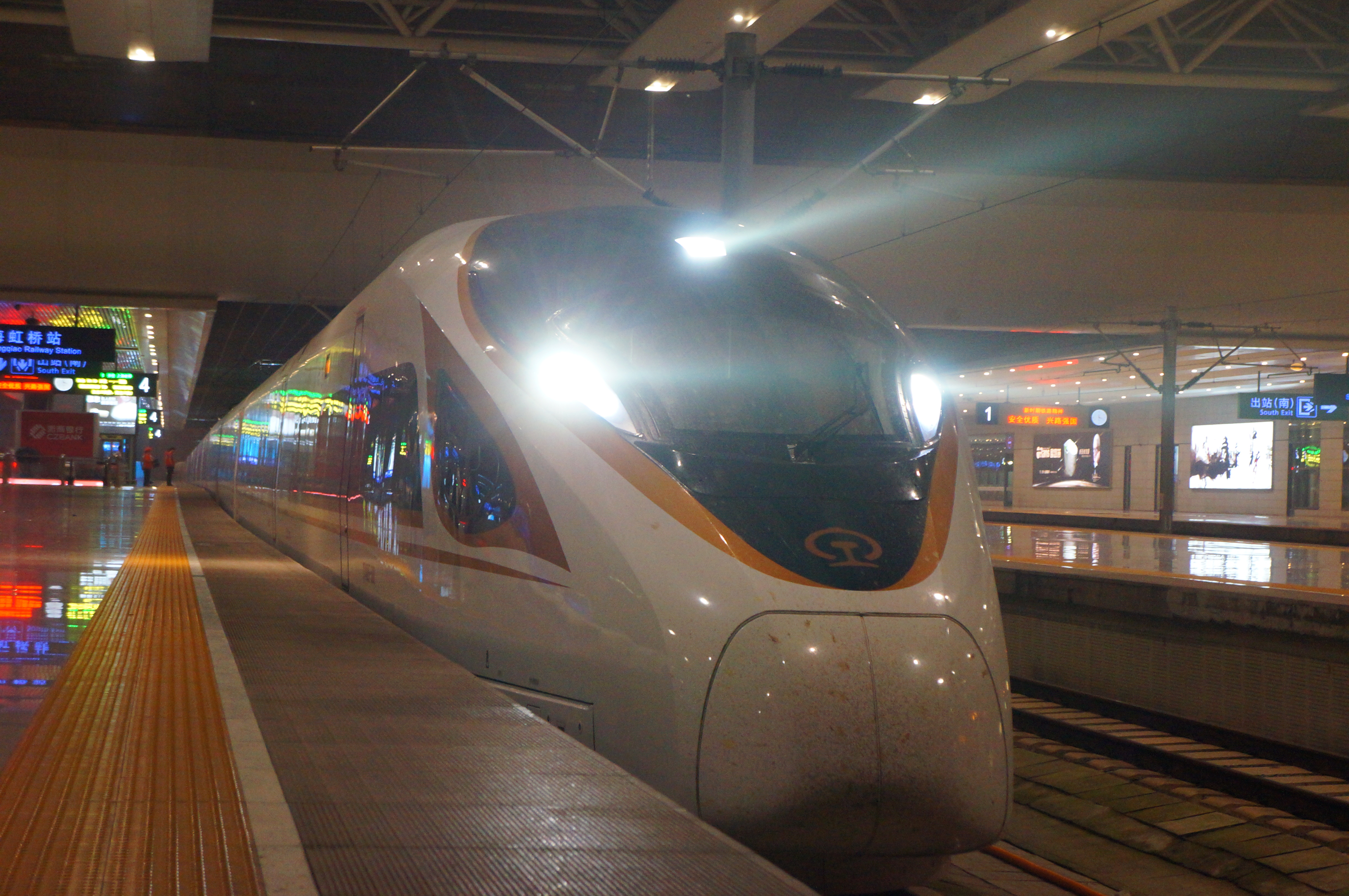
베이징-상하이 고속철도에서 촬영한 CR400BF

### 명칭
이전에 도입된 고속열차 모델과 달리 중국 표준 고속철도는 허셰호(중국어: 和谐号)란 표시가 되었고, 2017년 6월 25일, 명칭이 푸싱하오(중국어: 复兴号 復興號, Fùxīng Hào[*])란 명칭으로 발표되었다.
2017년 6월 26일, CR400AF 모델이 베이징 남역에서 상하이로 운행했고, CR400BF 모델의 경우 상하이 훙차오역에서 베이징행을 운행했다. 중국 표준 고속철도 역사상 최초로 공식적으로 운영을 시작했다.

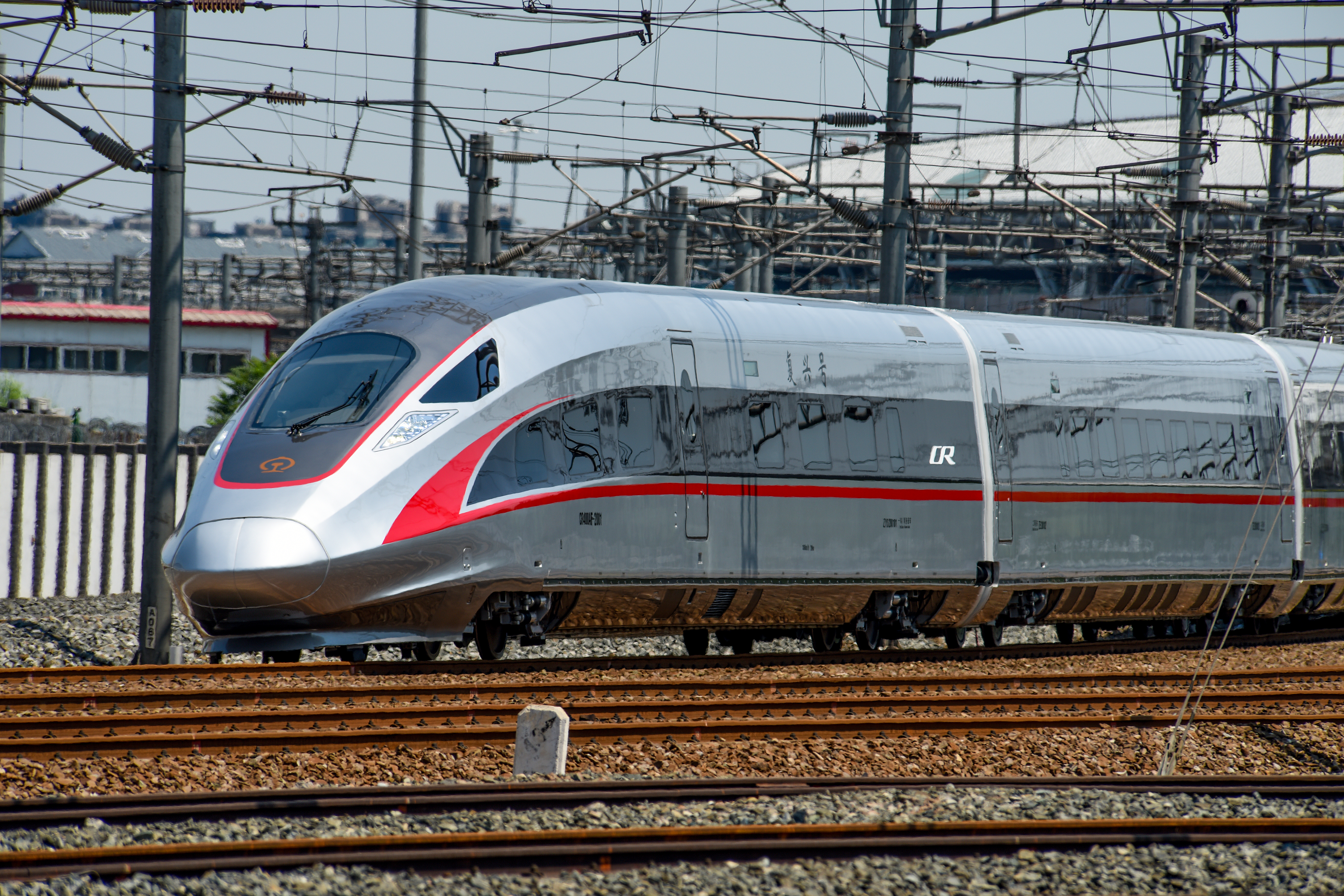
베이징 남역에서 촬영한 CR400AF

## 세부 모델
중국 표준형 고속철도는 앞 자리와 끝 자리는 CR, 두 번째 자리는 숫자로 구성되었다. CR은 중화인민공화국 철도부의 영어 약자에 해당된다. A의 경우 CRRC 칭다오 시팡에서 생산된 차량인 반면 B의 경우 CRRC 창춘 시팡에서 제작되었다. 현재 CR400AF, CR400BF 두 가지 모델이 있는데 향후 수요에 따라 CR200, CR300 모델도 제작될 예정이다.

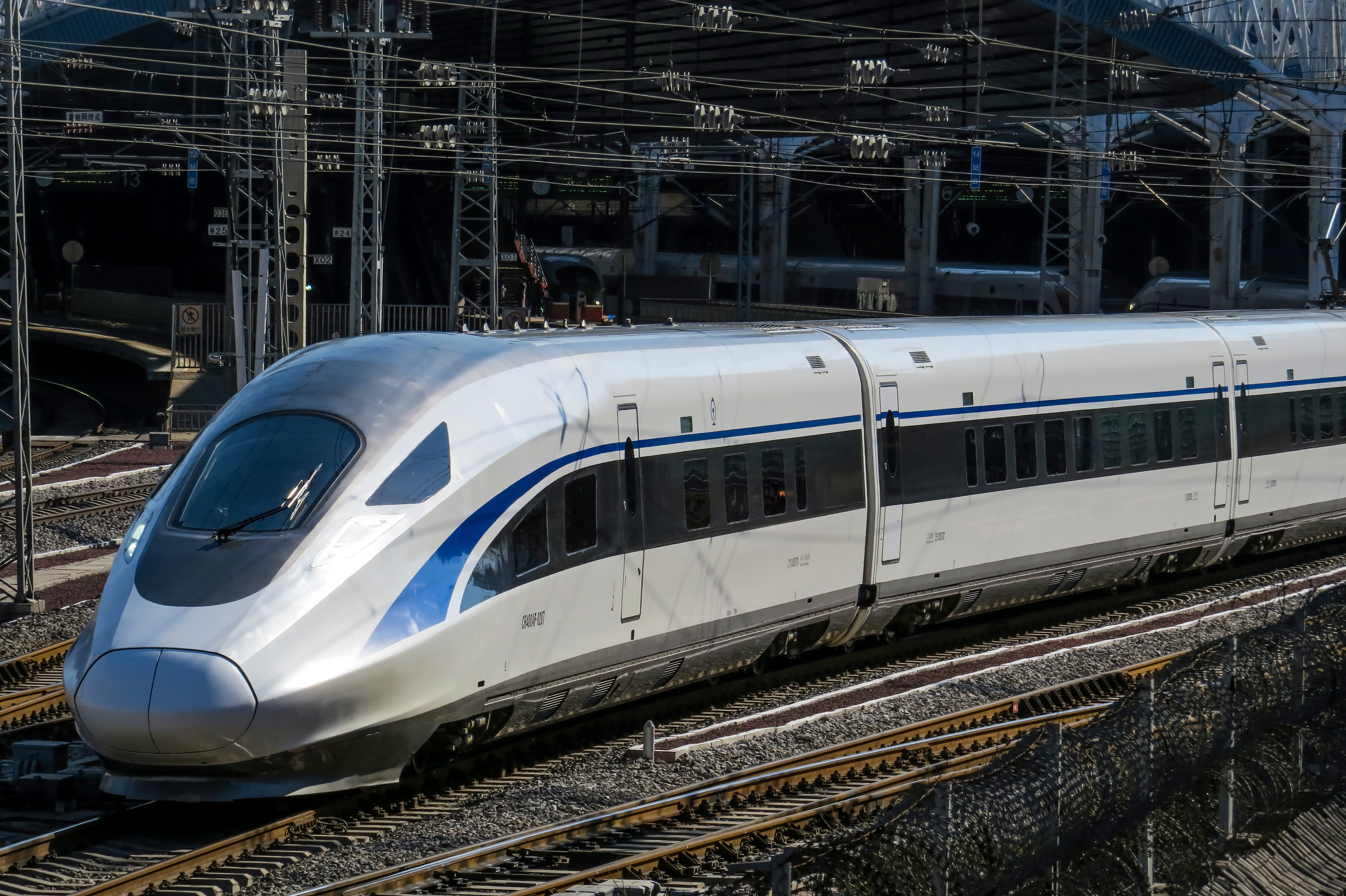
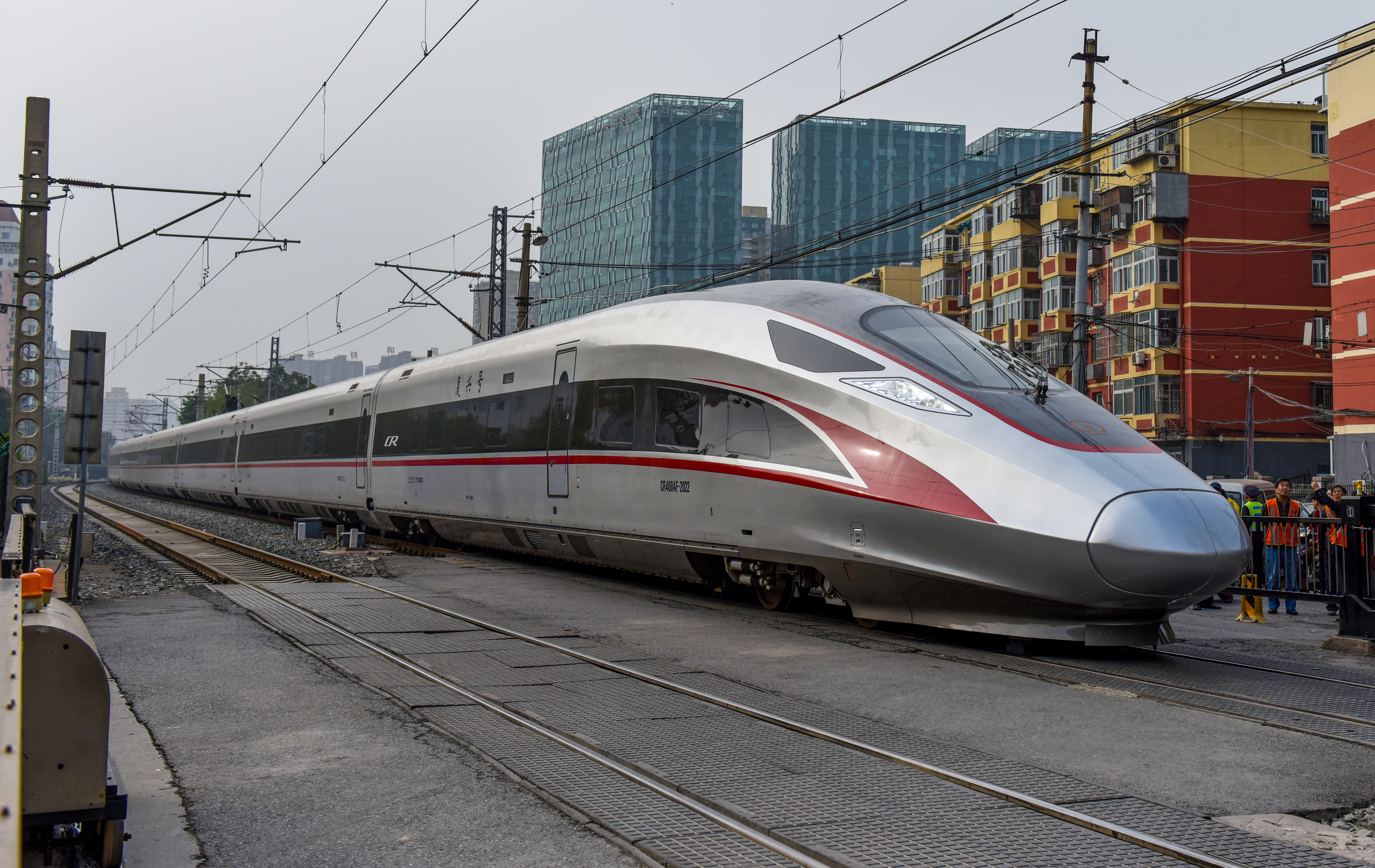
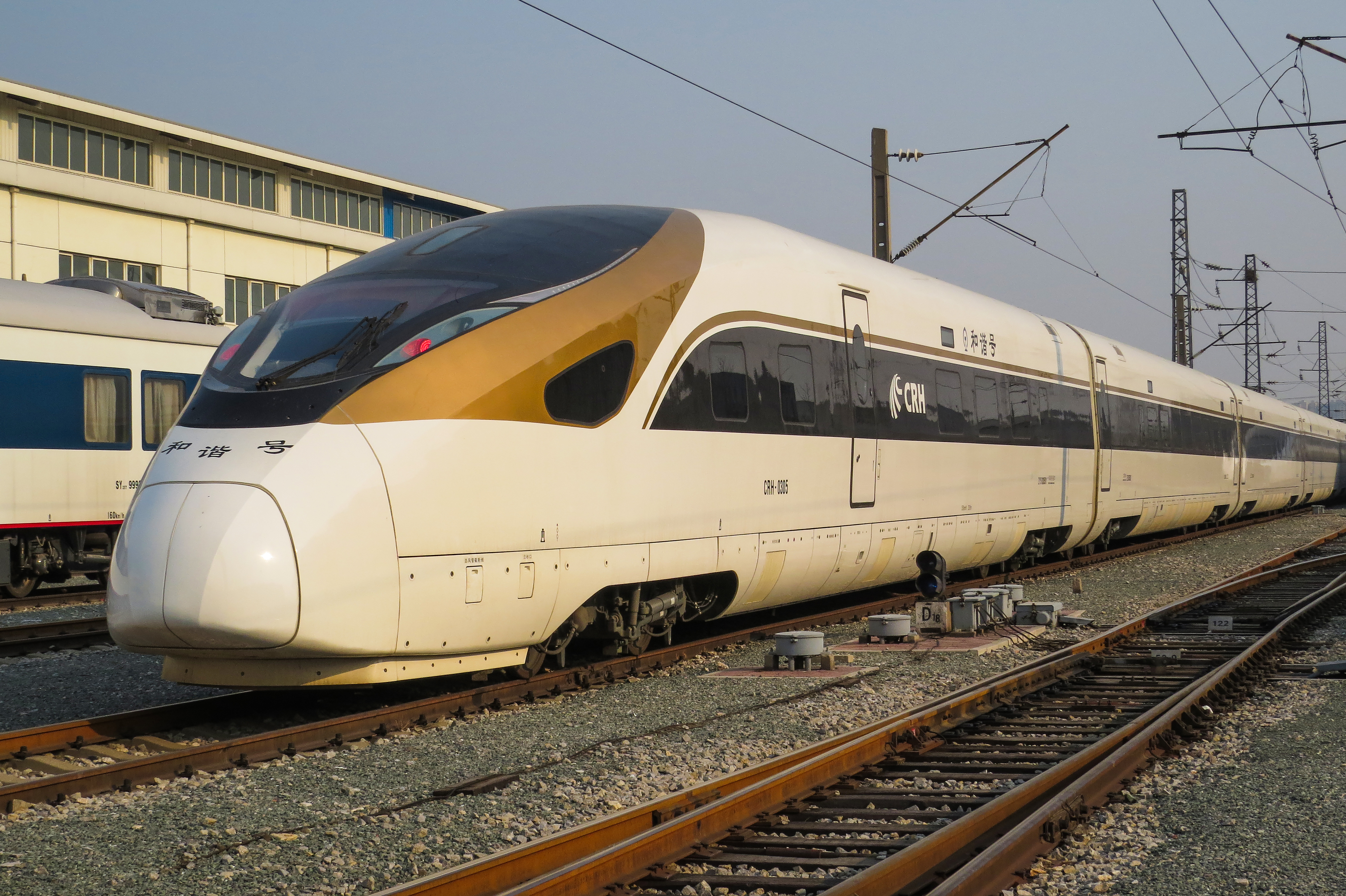
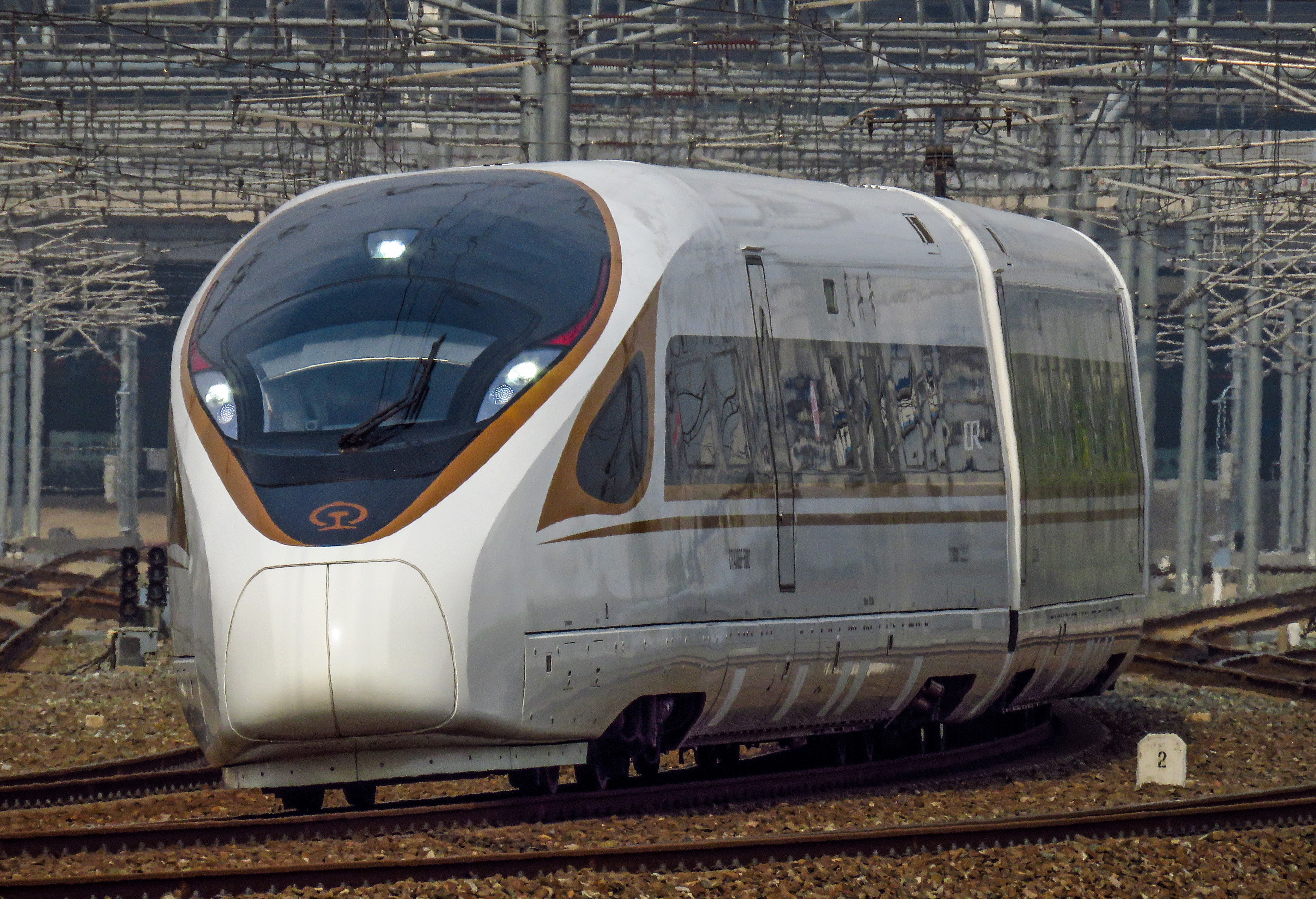

## 특징
중국 표준 고속철도는 길이가 209m, 전폭은 3,360mm로 전장의 경우 4,060mm이다. 축중의 경우 17톤이다. 556명의 승객을 수용할 수 있으며, 비지니스 클래스는 10석, 퍼스트 클래스는 28석, 518명의 수용이 가능한 세컨드 클래스가 있다. 에너지 소모를 줄이고 표준 부품 설계를 채택했다. 기존의 모델에 비해 안전 기능이 강화했다.
좌석 간격의 경우, 세컨드 클래스는 1,020mm, 퍼스트 클래스의 경우 1,160mm에 해당된다. Wi-Fi 기능이 있다.

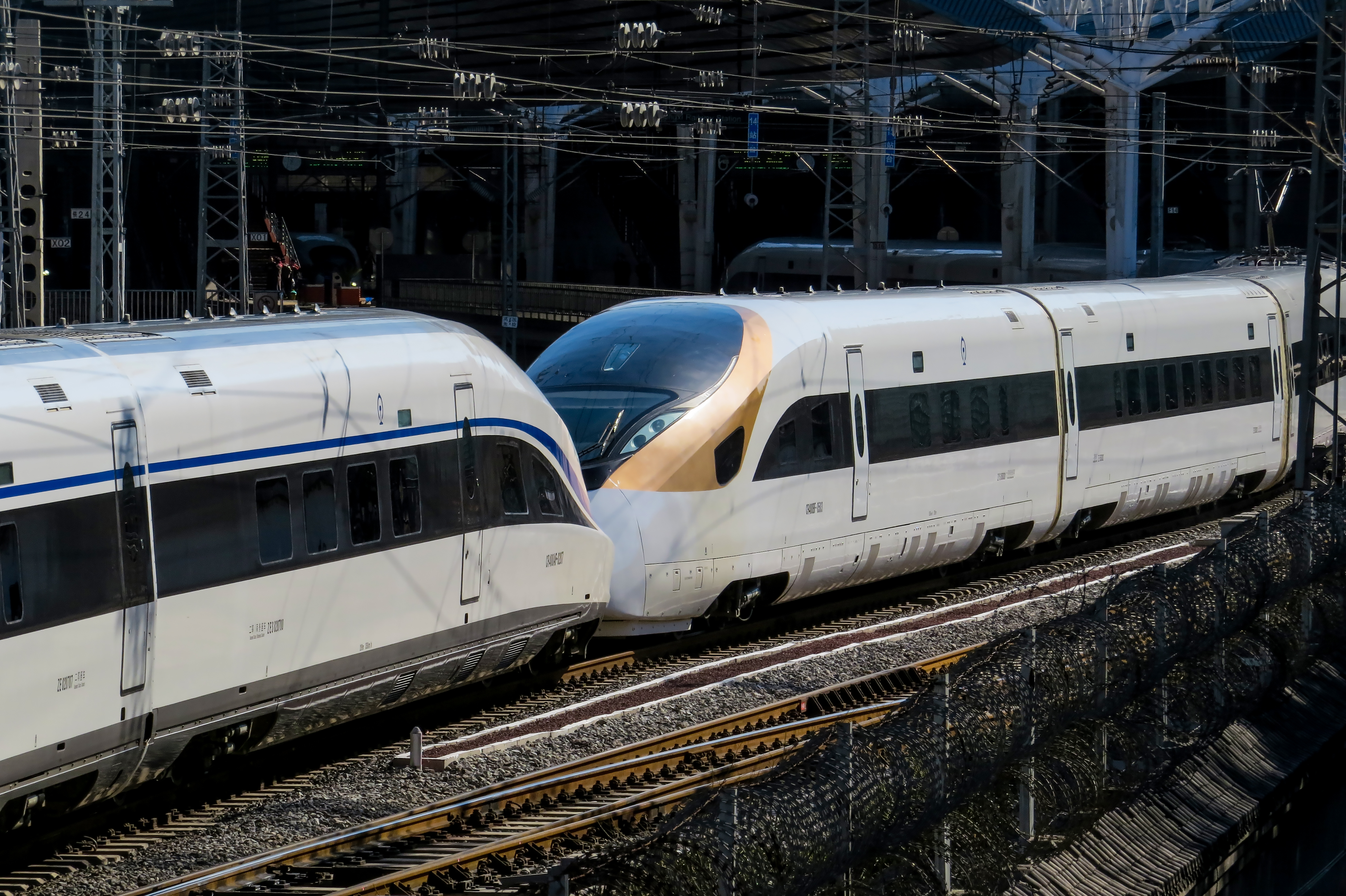
CR400AF, CR400BF 중련

## 객차 구성
모델
- ZY : 퍼스트 클래스
- ZE : 세컨드 클래스
- ZEC : 세컨드 클래스 코치/식당차
- ZYS : 퍼스트 클래스 코치/비지니스 코치
- ZES : 세컨드 클래스/비지니스 코치

기호
- Z : 좌석
- Y/Yi : 퍼스트 클래스
- E/Er : 세컨드 클래스
- C/CA : 식당차
- S/SW： : 비지니스 좌석

| 호차                | 1                             | 2             | 3             | 4             | 5                    | 6             | 7             | 8                             |
| 좌석                | 퍼스트 클래스/비지니스 클래스 | 세컨드 클레스 | 세컨드 클레스 | 세컨드 클레스 | 세컨드 클래스/식당차 | 세컨드 클레스 | 세컨드 클레스 | 세컨드 클래스/비지니스 클래스 |
| 차량 번호 (CR400AF) | CR400AF-xxxx ZYS xxxx01       | ZE xxxx02     | ZE xxxx03     | ZE xxxx04     | ZEC xxxx05           | ZE xxxx06     | ZE xxxx07     | CR400AF-xxxx ZES xxxx00       |
| 차량 번호 (CR400BF) | CR400BF-xxxx ZYS xxxx01       | ZE xxxx02     | ZE xxxx03     | ZE xxxx04     | ZEC xxxx05           | ZE xxxx06     | ZE xxxx07     | CR400BF-xxxx ZES xxxx00       |
| 차량 구성           | Tc                            | M             | Tp            | M             | M                    | Tp            | M             | Tc                            |
| 정원                | 5+28                          | 85/90         | 85/90         | 75/80         | 63/68                | 85/90         | 85/90         | 5+40/45                       |
| 차량 장치           | 1호기                         | 1호기         | 1호기         | 1호기         | 2호기                | 2호기         | 2호기         | 2호기                         |

### CR400AF

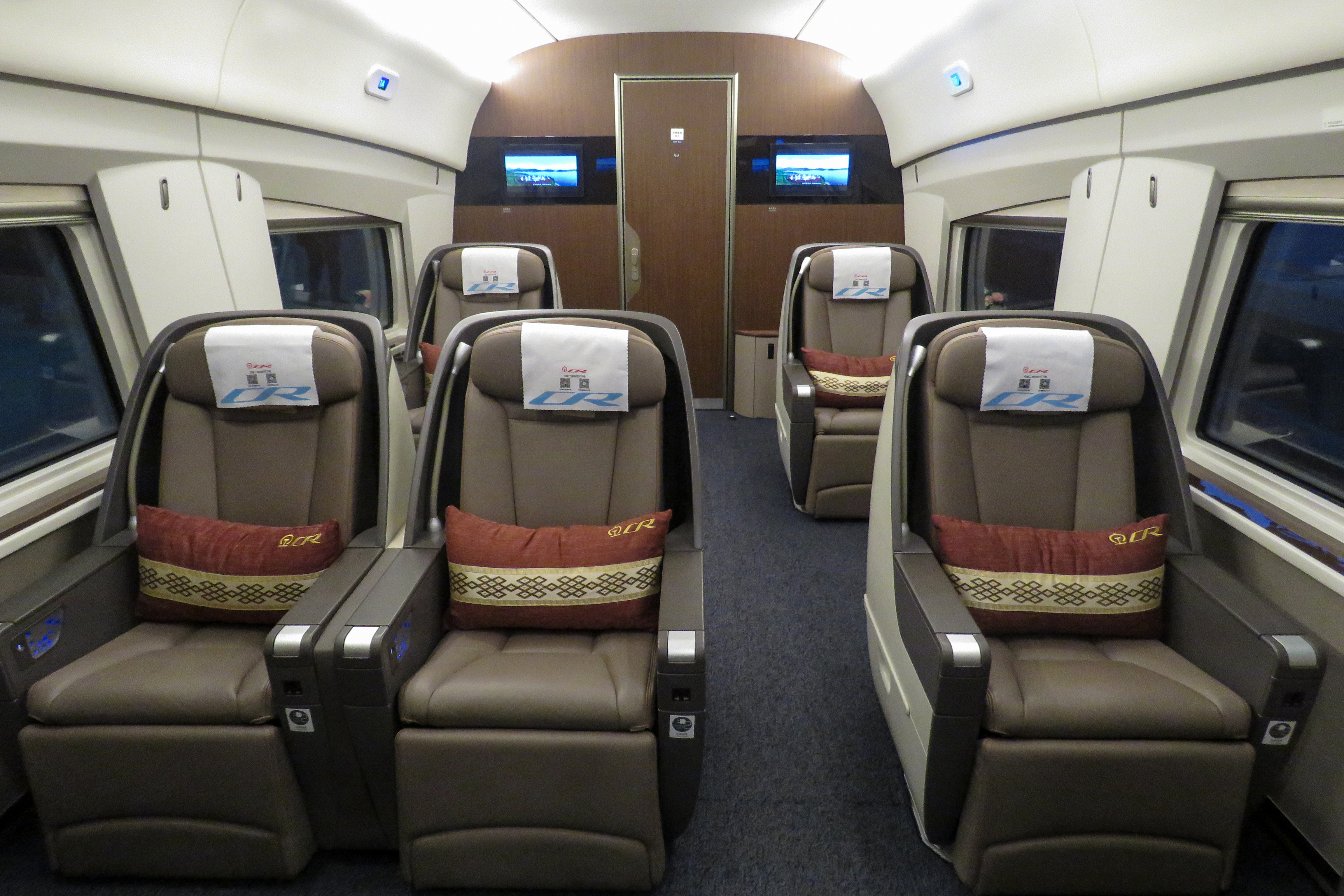
CR400AF 비지니스 클레스
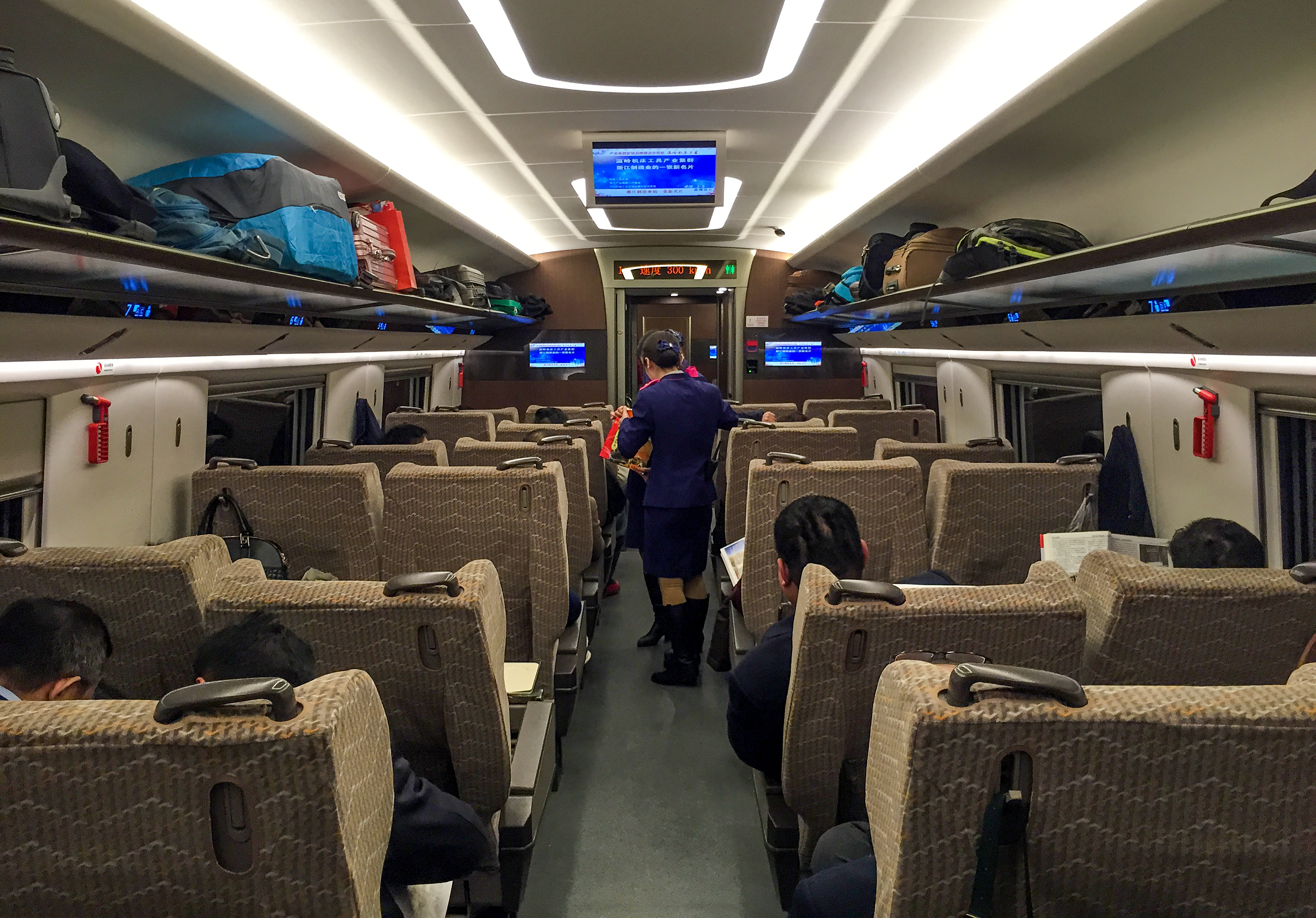
CR400AF 퍼스트 클레스
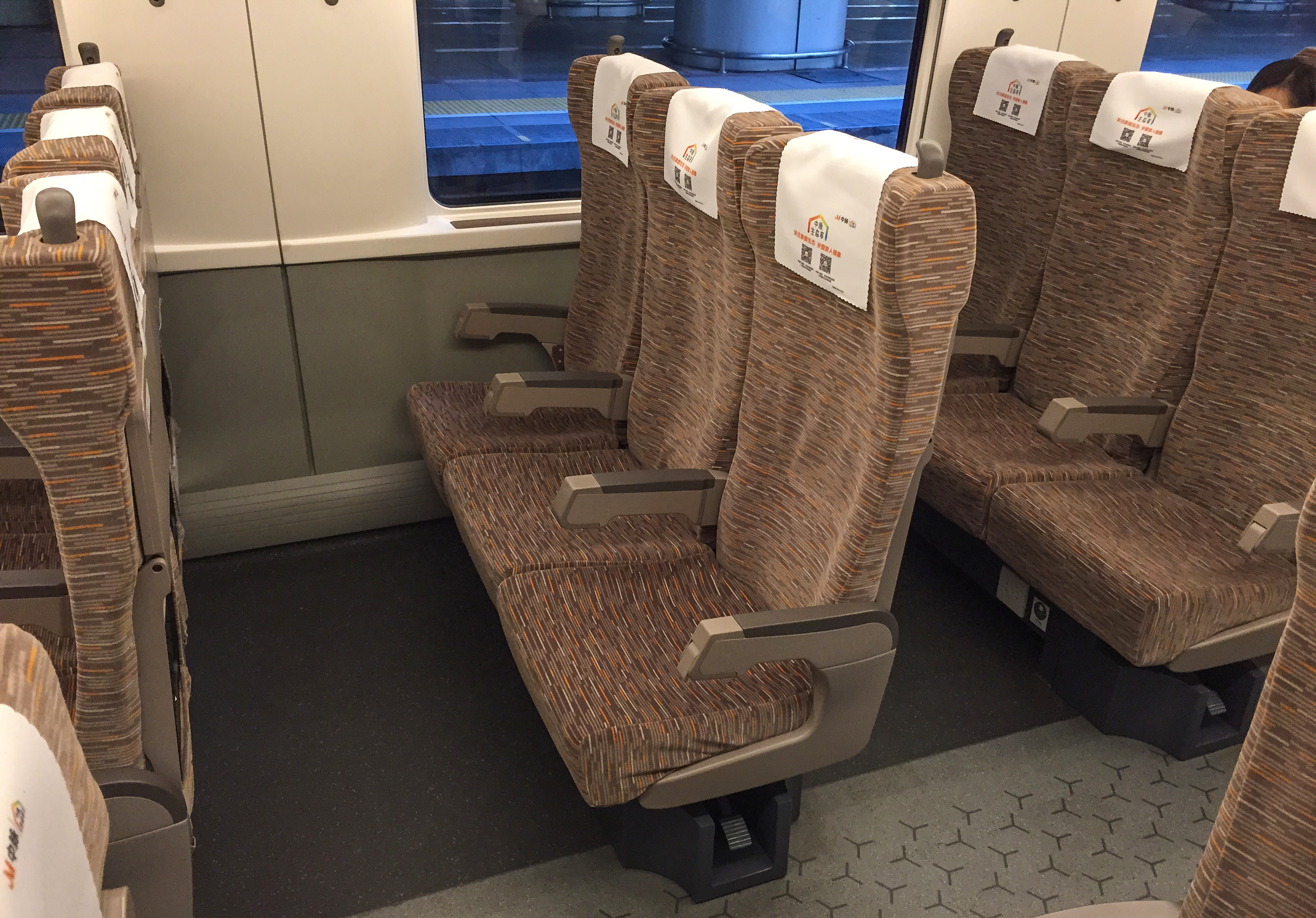
CR400AF 세컨드 클레스
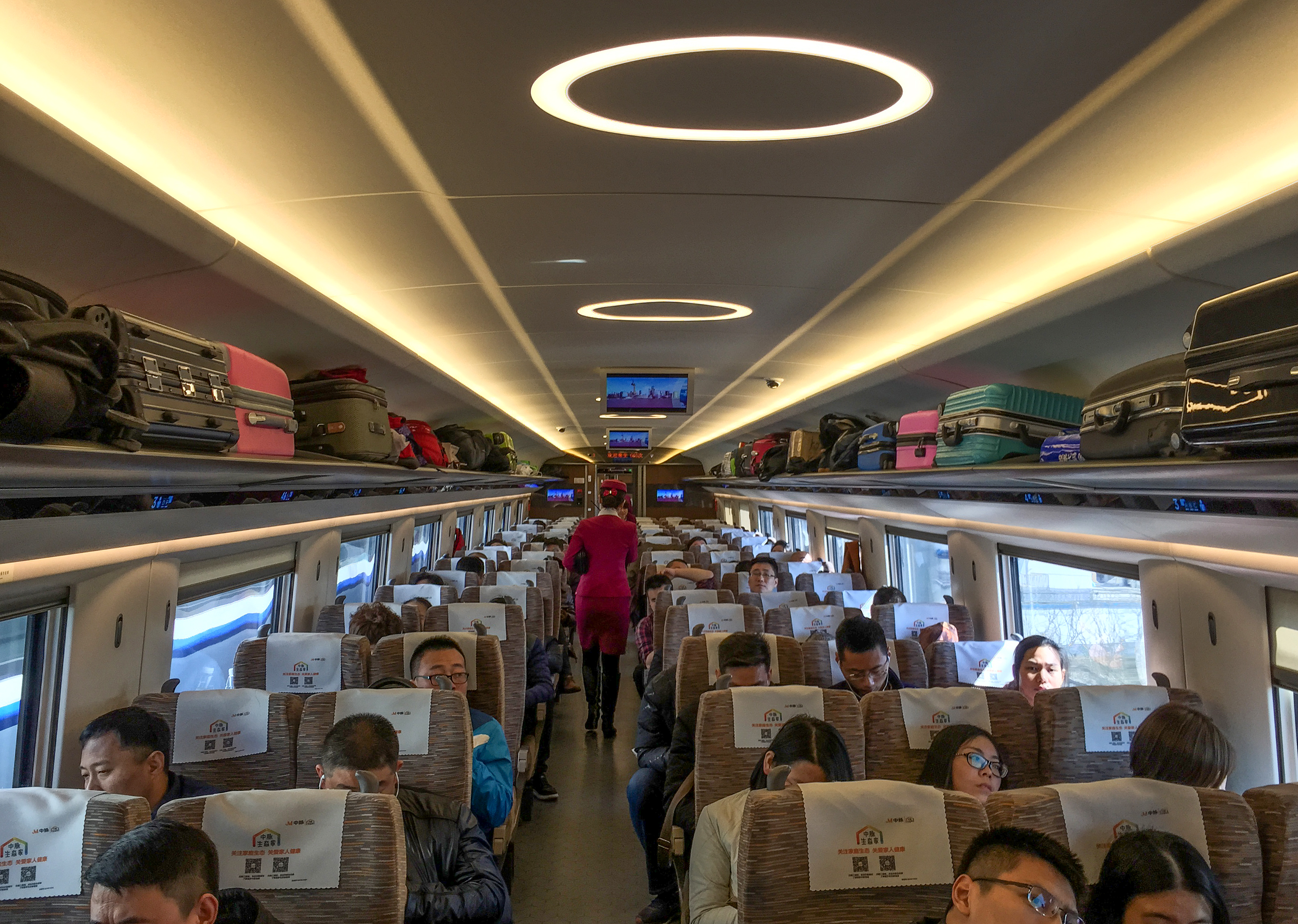
CR400AF 세컨드 클레스 천장

### CR400BF

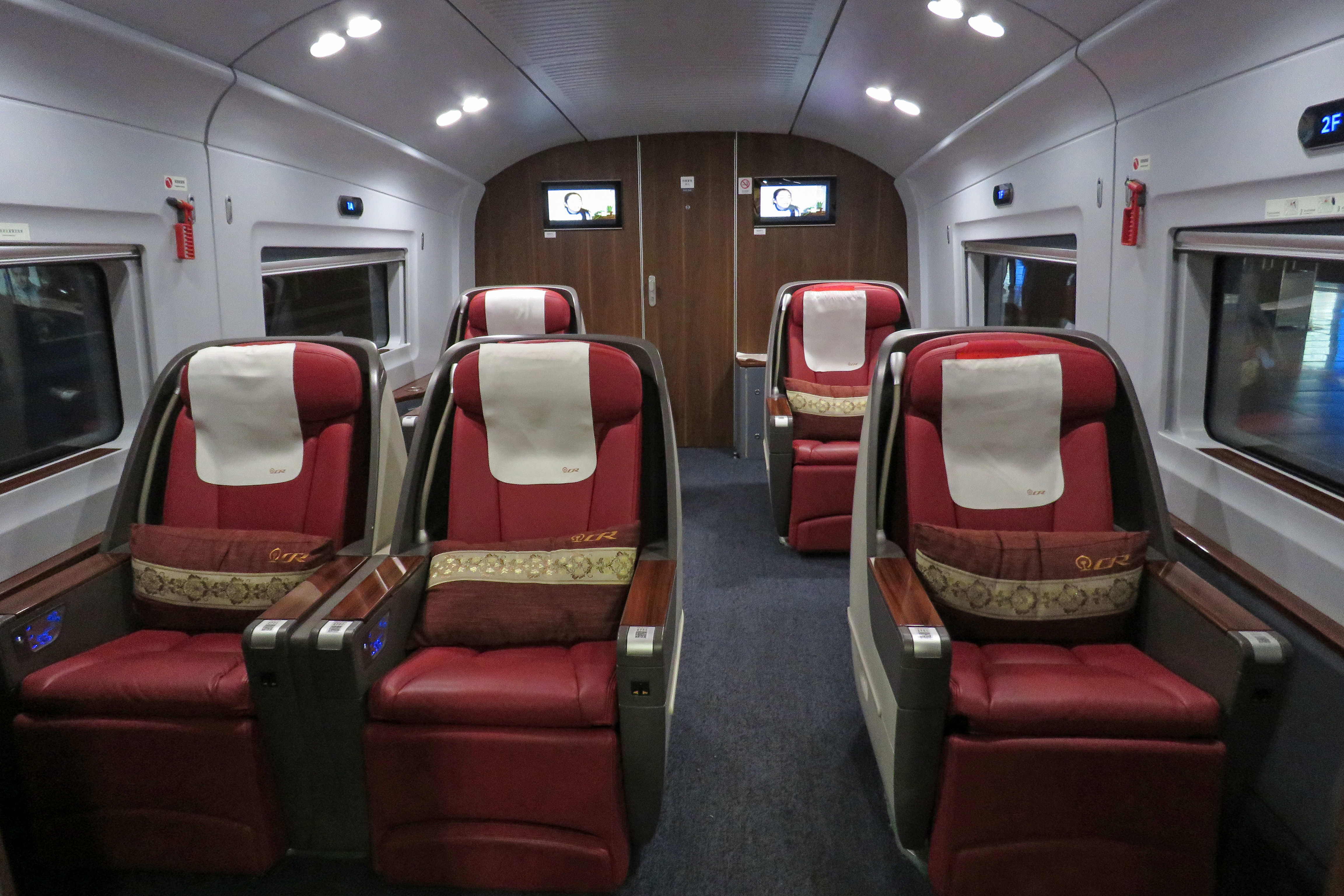
CR400BF 비지니스 클레스
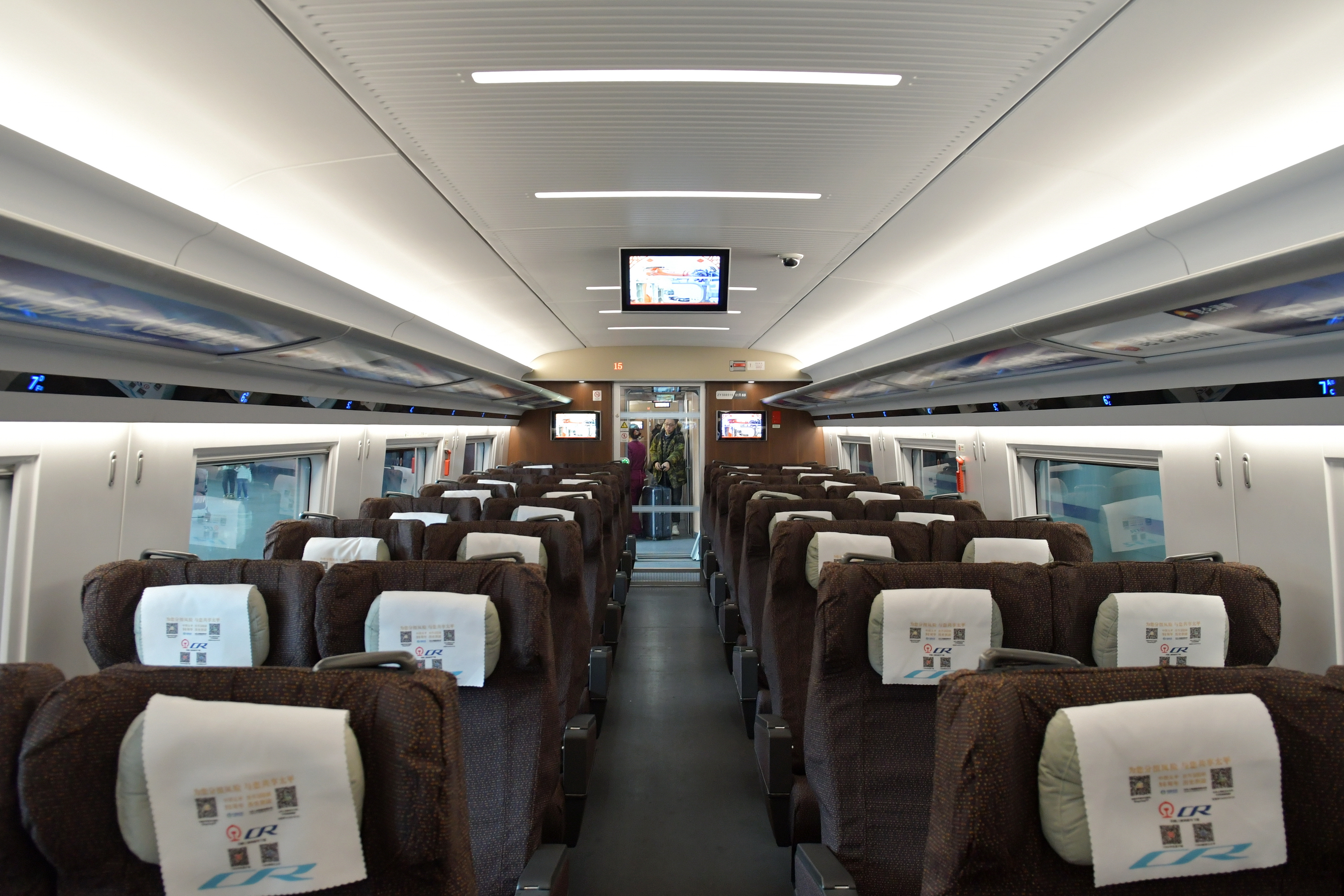
CR400BF 퍼스트 클레스
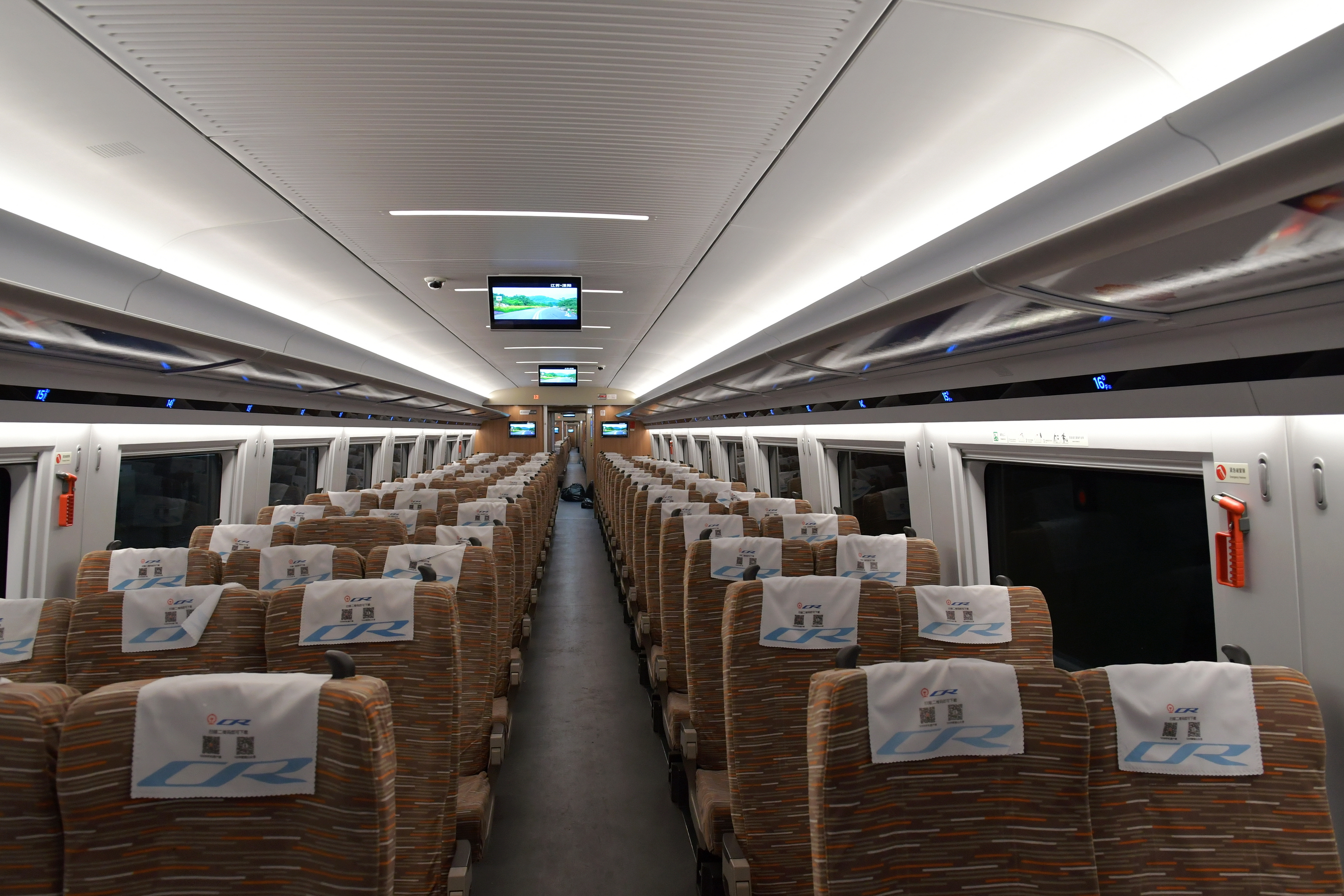
CR400BF 세컨드 클레스
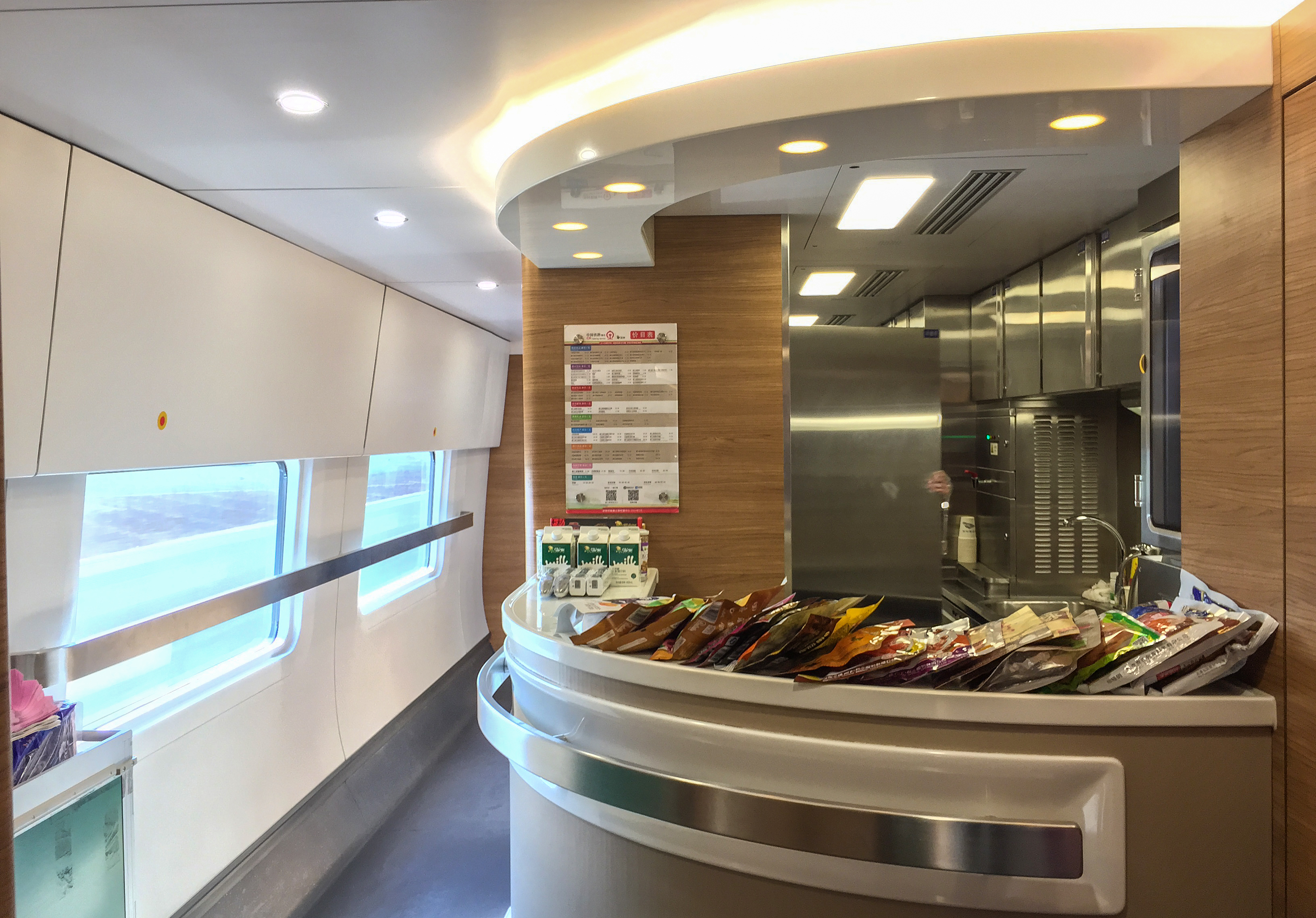
CR400BF 매점

## 현황
| 소속                  | 편성 | 차량 번호                           | 기지          | 비고 |
| --------------------- | ---- | ----------------------------------- | ------------- | ---- |
| CR400AF               |      |                                     |               |      |
| 베이징 철도부         | 18   | 0207, 0208                          | 베이징 남부   |      |
| 베이징 철도부         | 18   | 2001 ~ 2010, 2012 ~ 2017            | 베이징 남부   |      |
| 광저우 철도부         | 5    | 2022, 2024, 2026 ~ 2028             | 광저우 남부   |      |
| CR400BF               |      |                                     |               |      |
| 베이징 철도부         | 3    | 0305, 0503, 0507                    | 베이징 남부   |      |
| 상하이 철도부         | 14   | 5001 ~ 5010, 5016, 5017, 5026, 5027 | 상하이 훙차오 |      |
| CR200J-3              |      |                                     |               |      |
| 중화인민공화국 철도부 | 1    | 001                                 | 빈칸          |      |

## 같이 보기
- 중국고속철도
- 중국고속철도 CRH1
- 중국고속철도 CRH2
- 중국고속철도 CRH3
- 중국고속철도 CRH5
- 중국고속철도 CRH6